# Gilead (román)
Gilead (2004) (originál Gilead) je román americké spisovatelky Marilynne Robinsonové. V roce 2005 Marilynne Robinsonová za tuto knihu získala Pulitzerovu cenu.

## Děj
Reverend Ames připomíná v městečku Gilead v americkém státě Iowa věkovitý strom uprostřed cesty, odolávající poryvům větru a pamatující mnohé z prospektorských časů Velkých plání. Jako duchovní vůdce komunity, kterou tu při osídlování Západu pomáhali budovat jeho dědeček i otec a o jejíž vizi „země zaslíbené“ jeví jeho mladší spoluobčané čím dál menší zájem, je tento kazatel dokladem nadějí, útrap a iluzí, jimiž USA procházely na konci devatenáctého a v první polovině dvacátého století. V létě 1957, kdy obeznalý muž přirozené noblesy poznává, že se jeho čas naplnil, se rozhodne tuto zkušenost sdělit svému sedmiletému synkovi, jehož se navzdory krutému osudu k stáru dočkal. V sérii dopisů – které si chlapec přečte, až vyroste – mu otec odkáže neobyčejně dojemný příběh o nádheře obyčejných věcí, poněvadž každý lidský život je zázrak a požehnání.